# Kött i Sverige

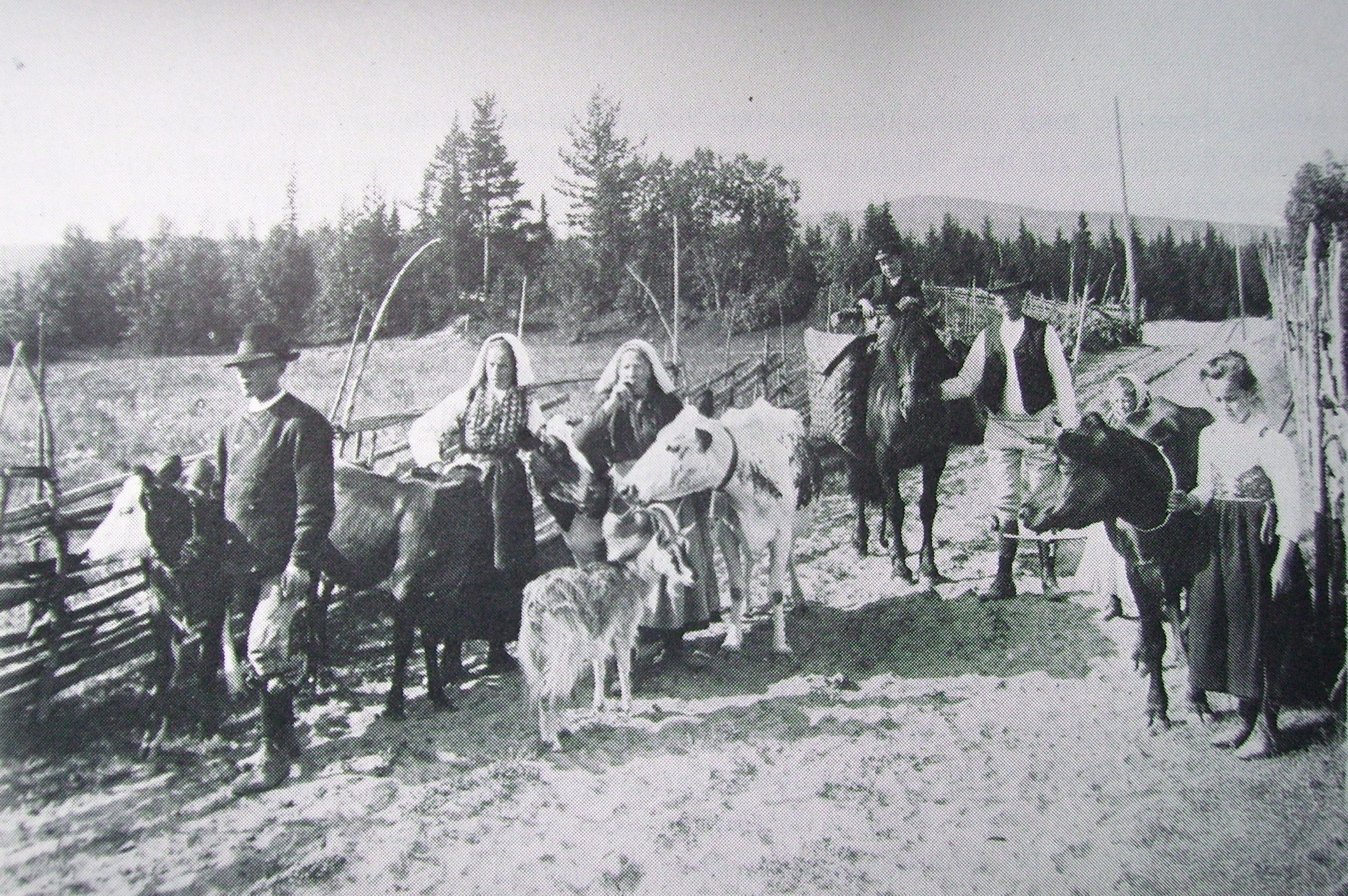
Buföring i Gagnef år 1911.

Kött i Sverige har haft stor betydelse genom i stort sett hela den tid som landet har varit bebott.[källa behövs] Kött innehåller många proteiner, fetter, vitaminer och mineraler. Ungefär 90 % av den svenska befolkningen äter kött även om köttkonsumtionen per capita har minskat sedan 2016.

## Historia
Kött som en del av måltiden har haft hög status länge, och är högt skattad. Under 1000-talet åt man knappt 2 500 kg kött i en familj på 10 personer, med 900 kg fisk på det, vilket gav runt 250 kg per person. En stor del av det var jaktbyte. Men med jordbrukets utveckling kunde man även äta annat än kött. Från att ha varit oumbärlig som föda blev den något ovanligare under några sekel i slutet av millenniet, för att efter det återigen stiga i popularitet.
Under 1800-talet växte en världsvid djurskyddsrörelse fram mot den dåliga djurhållning som utövades, och bättre slaktmetoder sattes bland annat som ett krav. Man trodde att modernare metoder skulle minska djurplågeriet. 1857 upprättades den första djurplågerilagen i Sverige. Enligt agrarhistorikern Niklas Cserhalmi förbättrade lagen djurhållningen. 1869 bildades den första djurskyddsföreningen i Sverige. 1895 släpptes "Djurskyddslära för hemmet och skolan" som basunerades ut till alla skolor i Sverige för att lära bättre djurhållning. Djurhållningen blev allt bättre under slutet av 1800-talet och början av 1900-talet, men efter första världskriget försämrades skyddet eftersom andra samhällsfrågor blev viktigare. Så var fallet fram till 1970-talet. Då tog återigen kritiken mot djurhållningen fart, även om man nu tyckte att man borde använda mindre teknik, och man ansåg att den moderna tekniken var problemet, och man ogillade stora slakterier.
Under 1920-talet förekom många anmälningar mot djurhållare eftersom allt fler djur skickades till slakt i städerna. Under 1800-talet slaktade man ofta djuren obedövade. Som ett exempel kastrerade man tjurar utan bedövning för att få ett ofränt kött, och på nötkreaturen band man ihop fötterna för att de skulle ramla innan man skar sig igenom halsen och pulsådern med kniv. Dessa slaktmetoder debatterades, vilket ledde till att man bedövade djuren med flera slag från en klubba. År 1937 upprättades en slaktlag som bland annat innebar att djur inte fick avlivas utan föregående bedövning. Denna är numera införlivad i Djurskyddslag 1988:534.
Köttet har den senaste tiden blivit allt billigare, med en minskning sedan 1990 omkringt 30 procent, samtidigt som man använder allt mindre av sin disponibla inkomst – från 25 procent till 16 procent sedan 1980 – att köpa mat för, vilket delvis förklaras med köttprisets nedgång.
Astrid Lindgren skrev tillsammans med Kristina Forslund en serie debattartiklar under 1980-talet som samlades i boken Min ko vill ha roligt (1990). De var kritiska mot att djurindustrin skulle industrialiseras. Dessa debattartiklar resulterade i att statsminister Ingvar Carlsson gav Lindgren lagen "Lex Lindgren" i hennes 80-årspresent, år 1988. Lagen innebar att djuren skulle ha det bra, få beta och vila samt inte leva i odrägliga förhållanden.

## Förtäring

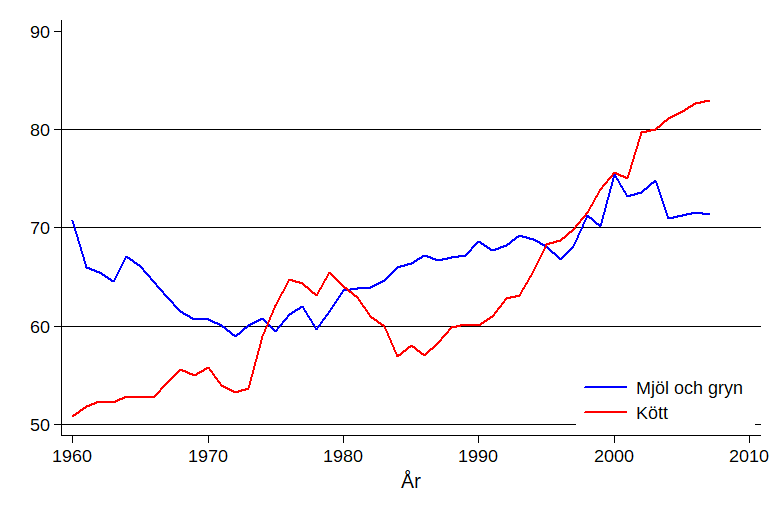
Totalkonsumtionen av kött (röd linje) respektive mjöl och gryn (blå linje) från 1960 till 2007 i kilogram respektive liter per person och år i Sverige.

Ungefär 90 procent av Sveriges befolkning äter kött, även om vegetarianismen i Sverige ökar och köttkonsumitionen per capita har minskat de senaste åren från den svenska rekordnivån ("peak meat") på 88,3 kg per capita 2016 till 80,6 kg per capita 2022. En orsak till den minskade totalkonsumtionen av kött är en ökade medvetenhet om matens miljöpåverkan, men även hälsoaspekter, trender, djuretik, tillgänglighet, konjunkturläge och priser påverkar.

## Granskning
Det finns ett antal olika personer som ansvarar för att hålla reda på att djuren sköts på det sätt som lagen säger. Länsstyrelserna i Sverige har 150 anställda djurskyddshandläggare. 120 personer arbetar med djurskydd hos Jordbruksverket. Utöver dessa arbetar många veterinärer med granskning, och de måste enligt lag anmäla brister i djurskyddet. Jordbruksverket har 350 anställda distriktsveterinärer och 2 000 aktiva veterinärer. Livsmedelsverket har 260 veterinärer och tillsynstekniker som arbetar med köttbesiktning på slakterierna. Köttbesiktningen sker både ante och post mortem; före slakt kontrolleras om djuret har några fysiska eller bakteriella sjukdomar, och efter slakt studeras inälvor varefter köttet kvalitetsbedöms. Besiktningsveterinären bestämmer under vilka förhållanden som köttet får säljas, till exempel om det djupfryses. KRAV-märkning är en lagstadgad ekologisk djurhållning som är strängare än EU:s regler för ekologiskt kött, och sker genom att alla moment i djuruppfödningen fram till och med slakt KRAV-godkänns av svenska myndigheter.
Livsmedelsverket har ansvar för kontroll på slakterierna. För livsmedelsverket arbetar besiktningsveterinärer som är de som utför själva kontrollen. Länsstyrelsena har ansvar för kontrollen likaså. Inspektörernas uppgift är att se till att djuren sköts på ett adekvat sätt innan och under slakt. Dessa inspektioner skall enligt förordningar från EU ske utan förvarning.
Jordbruksverket har överseende över exporten av djur som ska slaktas utomlands. Generellt för den svenska köttindustrin kan sägas att efterfrågan ökar och den inhemska produktionen minskar. En allt större del av det nötkött som saluförs i Sverige är importerat, liksom importen av griskött ökat under 2000-talets första årtionde. Livsmedelsverket har tillsyn över kött som importeras från länder utanför EU, och kött som importeras från annat EU-land måste salmonellatestas.

## Slakt
I slakterierna avlivas djuren när de ska användas som livsmedel. Slakt är kringgärdat med många lagar och förordningar, av vilka de viktigaste är Djurskyddslag 2018:1192, föreskrifter från Jordbruksverket och EU:s direktiv som komplement till den nationella lagstiftningen.
Slakt innebär att djuret avlivas genom avblodning, vilket kan ske genom att slaktaren sticker hål på djurets halspulsådrar och tömmer kroppen på blod. Djurskyddslagen säger bland annat att ett husdjur vid slakt skall vara bedövat, det vill säga medvetslöst, innan man tappar av blodet. I föreskrifterna finns reglerat hur olika djurslag ska hanteras inför bedövning, vilka bedövningsmetoder som är tillåtna för olika djurslag, hur djuret ska avlivas och hur kontroll av bedövning och avlivning ska ske. Beroende på djurslag kan djuret bedövas med bultpistol, kulvapen, elektricitet och koldioxid samt i vissa fall slag i huvudet.
Efter avlivningen flår man slaktkroppen och tar ur tarmar och inre organ samt klyver och styckar kroppen.  
Det finns många regler som måste följas på slakterierna, och det är granskarna som nämns ovan som ser till att detta efterföljs. Man måste byta kläder när man går från rena till orena utrymmen, och knivar skall konstant steriliseras. Kroppar och organ skall märkas för att man skall kunna se vilka organ som hör ihop med vilka slaktade djur. Organen får inte slängas innan en veterinär har inspekterat dem. Före slakt måste djuren ha konstant tillgång till mat och vatten, och detta skall kollas varje dag.

### Bedövningsmetoder

#### Koldioxid
Bedövning med koldioxid används bland annat inom grisslakt och kycklingslakt. Enligt jordbruksverkets föreskrifter ska djuren som ska bedövas drivas in från en indrivningsbox genom en transportkorg till ett koldioxidschakt där bedövningen sker. Inom köttindustrin används bedövningsmetoden då den ses som kostnadseffektiv. Metoden har kritiserats för att vara ångestframkallande, framför allt för däggdjur och fiskar. Hos grisar aktiveras den del av hjärnan som framkallar ångest när djuren inte får tillgång till syre.

#### Elektricitet
Bedövning genom elektricitet eller elstötar används vid slakt av får och fjäderfän, t.ex. kycklingar. För fjäderfän kan bedövning exempelvis ske genom att fåglarna blir upphängda i benen för att bedövas med el i vatten, vilket skapar ett kraftigt obehag.

## Köttsorter

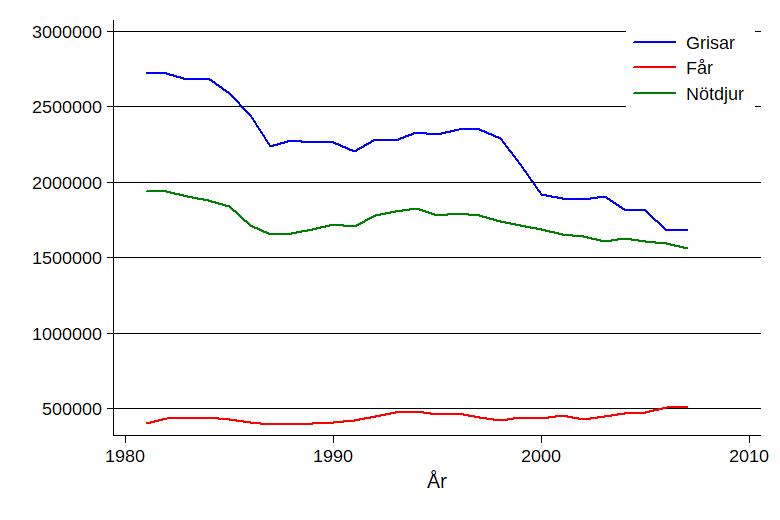
Antalet djur ägda av lantbrukare i Sverige indelad i grisar (blå linje), får (röd linje) och nötdjur (grön linje).

### Nötkött
65 % av Sveriges nötkött kommer från mjölkkor som SRB och SLB. Rödkulla, fjällko, väneko, bohuskulla och ringamålako är exempel på andra populära raser. Det finns totalt i Sverige 38 registrerade raser. En del av dessa, som hereford, charolais och limousine, är inte mjölkkor utan enbart framavlade för köttets skull. Belgisk blå är ytterligare ett exempel, då den har extrema muskler i arvsanlagen som har avlats fram för köttproduktion. Musklerna kan dock leda till muskelskador. Djur med ärvbara genetiska defekter får inte avlas i Sverige, vilket Belgisk blå i de allra flesta fall har. Det finns dock flera dokumenterade fall där slakterier tar emot rasen och slaktar den. ATL Lantbrukets Affärstidning har flera gånger avslöjat slakterier som slaktar rasen, även om slaktarna inte erkänner det.
De slaktade djuren sorteras efter ålder, deras form och mängden fett de har i kroppen. Enligt Jordbruksverkets föreskrifter finns det 3 150 olika kvalitetsmöjligheter. Efter slaktningen möras den större delen av djuren, vilket betyder att de får ström mellan 20 och 100 volt genom kroppen i en halv minut, vilket påskyndar rigor mortis och en snabbare mörningsprocess. Därefter vakuumförpackas det. Finare kött hängmöras dock först, vartefter det vakuummöras. Vidare bedöms den mängd kött som de har på benen efter den så kallade "EUROP-skalan". I skalan står E för mycket för extremt svällande och välutvecklad, U:et står för mycket svällande och välutvecklad, R:et står för svällande och välutvecklad, O:et står för välutvecklad och P:et står för något tunn och insjunken. Till detta läggs parametrarna + eller - vilket totalt resulterar i 15 olika klasser.
Oxfilé kommer inte längre från oxen, som enligt definitionen är en mer än 2 år gammal kastrerad tjur. Innan de är två år gamla kallas de för stutar, och det är ofta dessa som slaktas. Varje år slaktas 40 000 stutar, 10 % av den totala slakten. Oxfilén kan även komma från mjölkkor och tjurar, det har mer med vilken del av djuret som tas att göra.

### Kyckling

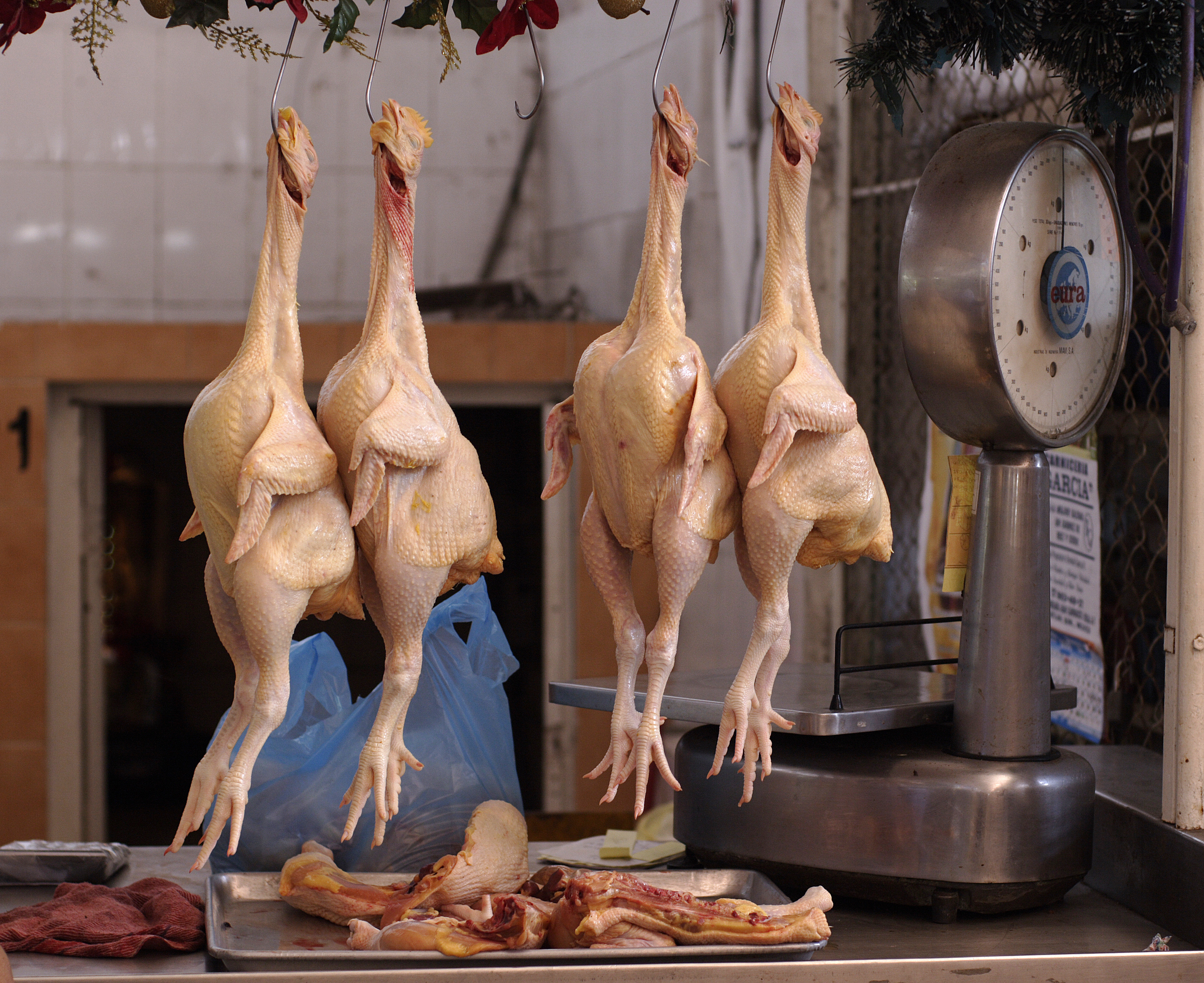
Kycklingförsäljning på en marknad.

Den senaste tiden har kycklingkonsumtionen i Sverige ökat. År 1990 åt man fem kilogram kyckling per person om året, vilket har ökat till 18 kg år 2008. Det pris som en uppfödare får för en kyckling har samtidigt minskat. Från 7,50 per slaktad kyckling år 1997 fick man år 2010 dryga kronan mindre. Det kött som inte produceras i Sverige importeras till största del från Danmark. 40 % av värphönsen lever i burar. En promille får gå utomhus och äta insekter. Den relativt låga siffran beror på det skydd mot salmonella som det är krav på. Den sista veckan innan slakt ökar en kyckling 80 till 85 gram per dygn, och under hela sin livstid på ungefär 35 dagar ökar dess vikt 40 gånger, till att väga mellan 1 500 och 2 000 gram. Denna ökning hänger inte riktigt skelett och andra inre organ med på, vilket medför benproblem. 15 %, eller 11 miljoner kycklingar varje år, lider av fel på benen på grund av sin oproportionerliga vikt. Denna siffra har dock minskat sedan man bytt till sorter med mindre viktökning. På grund av att dessa sorter är snabbväxande behöver man i deras foder tillsätta aminosyror som lysin och metionin, för att de inte skall bli sjuka. Detta medför att ekologisk uppfödning av kycklingar är svår, eftersom lysin och metionin är förbjudet i ekologisk uppfödning. Ekologiskt uppfödda kycklingar lever i 71 dagar till skillnad från de konventionellas 35 dagar.
Till den svenska populationen av slaktkycklingar krävs en tupp och tio hönor. Värphönsen lägger 340 ägg om året, vilket är en ökning från 240 ägg år 1970. Efter dessa ägg är hönan så utsliten att hon kan bryta vingar och ben på vakt mot slakteriet. Därför gasas ibland värphönsen ihjäl i värphusen, då det anses humanare och snabbare gjort. Det har dock visat sig att hönsen får kvävningskänslor av gasen.

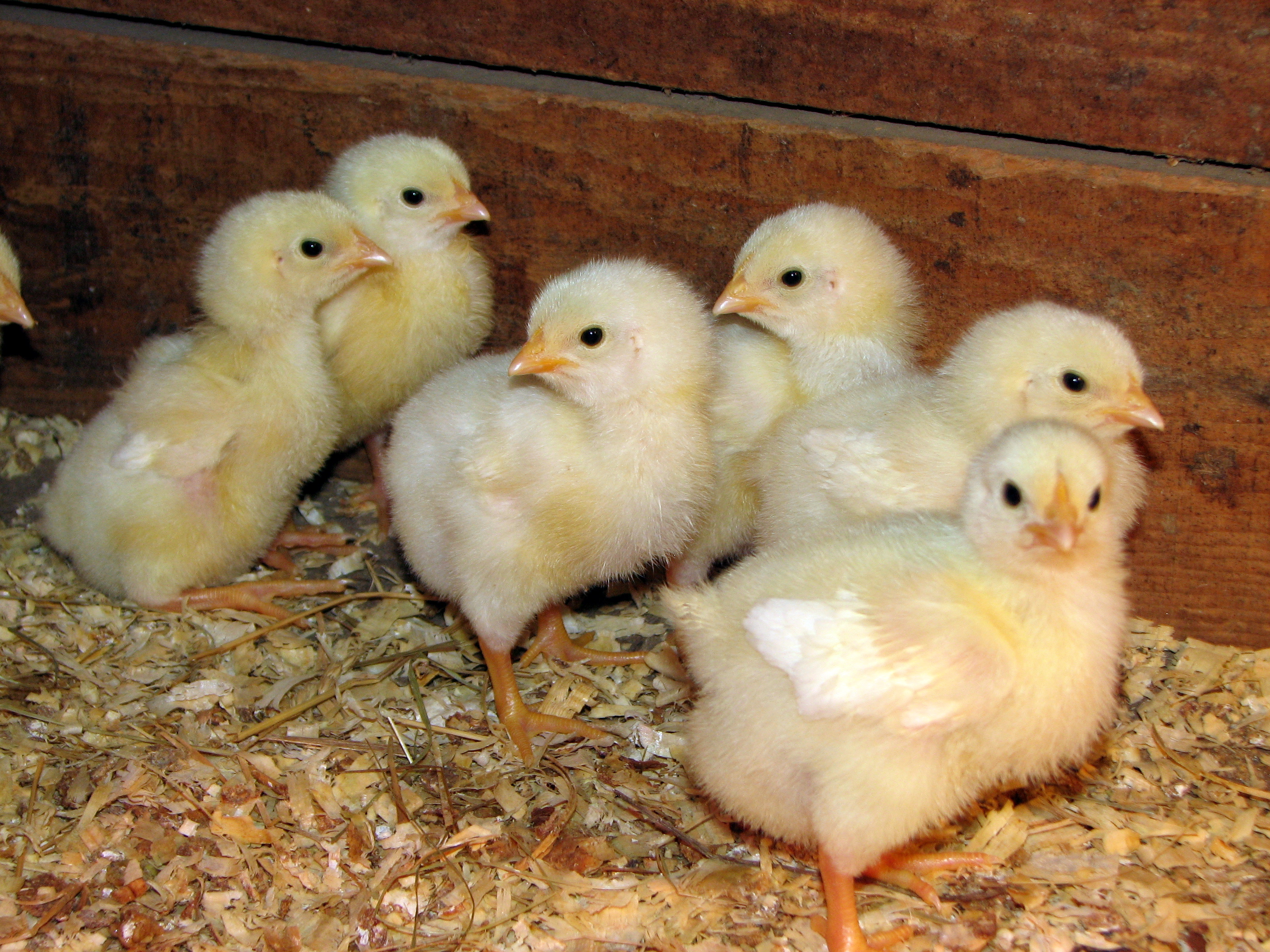
Kycklingar.

Inom EU står Sverige för en procent av produktionen. Vid uppfödningen av kyckling bör kycklingen aldrig ha mer än två meter till vatten samt ha nära tillgång till mat. De kycklingar som under uppfödningen av olika anledningar lider av så stora skador att de ej bedöms vara lämpliga som mat eller i sådant skick att de kan leva, dödas vanligtvis genom så kallad "dislokation", där man bryter nacken av kycklingen. Om de är något äldre bedövas de ofta först. Om man lägger sig på en lägsta nivå gällande skötsel av kycklingar får man som ett max ha 20 kilogram kyckling per kvadratmeter. Ju bättre man sköter kycklingarna tillåts man ha fler per kvadratmeter, och de uppfödare som ingår i Jordbruksverkets kontroll- och omsorgsprogram får ha upp till 36 kg kyckling per kvadratmeter, vilket blir ungefär 21 kycklingar. På den beläggningen ligger de flesta uppfödarna idag. Kycklingar är det enda djur i Sverige som vid uppfödning får behandlas förebyggande med antibiotika. Vid slakt töms hela stallarna samtidigt för att eliminera eventuella smittor. Vid transporten till slakt dör över 100 000 kycklingar varje år.
I Sverige är sorten "Ross 308" den vanligaste, och är av europeisk härstamning. Den senaste tiden har en ny sort, kallad "Cobb 700", avlats fram. Cobb 700 är framavlad för att vara större och muskulösare än andra sorter, vilket resulterar i mer kött. Mellan vecka 8 och 24 ökar denna sort med drygt 45 % i vikt. Utvecklingen har tagit 12 år och kostat närmare två miljarder kronor. Sorten jämförs av Svenska Dagbladet som kycklingarnas motsvarighet till Belgian Blue.

#### Bosarpkyckling
Uppfödarna av den så kallade Bosarpkycklingen är en av de få uppfödare som låter sina kycklingar gå utomhus. Det område på vilket kycklingarna rör sig är inte inhägnat. På grund av att de rör sig utomhus dör fem procent som mat till rovfåglar, mård eller räv. Denna kyckling har en beläggning på 20 kilo kyckling per kvadratmeter. Husen där kycklingarna uppföds är mobila, och flyttas mellan varje slakt. Dessa kycklingar varierar i färg beroende på årstid. På sommaren antar de en gul färg på grund av en gräsbaserad diet med insekter och jord. De erbjuds även snäckskal som en kalciumkälla. De medicineras inte förebyggande med antibiotika.
I och med att kycklingarna tillåts gå ute har uppfödarna ingen salmonellaförsäkring, vilket innebär att de inte får någon ersättning om salmonella drabbar djuren. Vid slakt slaktas fåglarna, ungefär 180 000 om året, i Håkanstorp utanför Vara som är det enda kravgodkända kycklingslakteriet i Sverige. Då väger kycklingarna, som likt de konventionella är av sorten ross 308, runt tre kilo. Priset i affären är nästan det dubbla vanlig kyckling, med ungefär 99 kronor kilot.

#### Majskyckling
Majskyckling är sådan kyckling som fötts upp på majs. De tar längre tid på sig att växa och blir större än vanligare kycklingar. Dieten medför att köttet blir litet gulare och skinnet med. Dock är majsen inte tillräckligt stark för att färga kycklingen, utan paprikapulver och luzernmjöl måste tillsättas. 50 % av kosten utgörs av majs. I fodret tillsätts som hos andra kycklingar lysin och metionin, eftersom kycklingarna måste få i sig tillräckligt protein för att växa.
En populär uppfödare av kycklingen är den så kallade "Bjärefågel". Denna kyckling har blivit populär på lyxkrogar och är dyrare än vanlig kyckling. Eftersom lysinet är ett genmodifierat livsmedel kan den inte vara ekologisk. Bjärefågel använder inte antibiotika i förebyggande syfte. Fåglarna har dubbelt så mycket yta att röra sig på som andra kycklingar, men får aldrig gå ut. Vid upplockning till slakt tar man upp varje kyckling manuellt istället för med maskin. Jämfört med de vanliga slaktkycklingarnas 34-35 levnadsdagar lever bjärekycklingarna 39 till 42 dagar.

### Kalkon

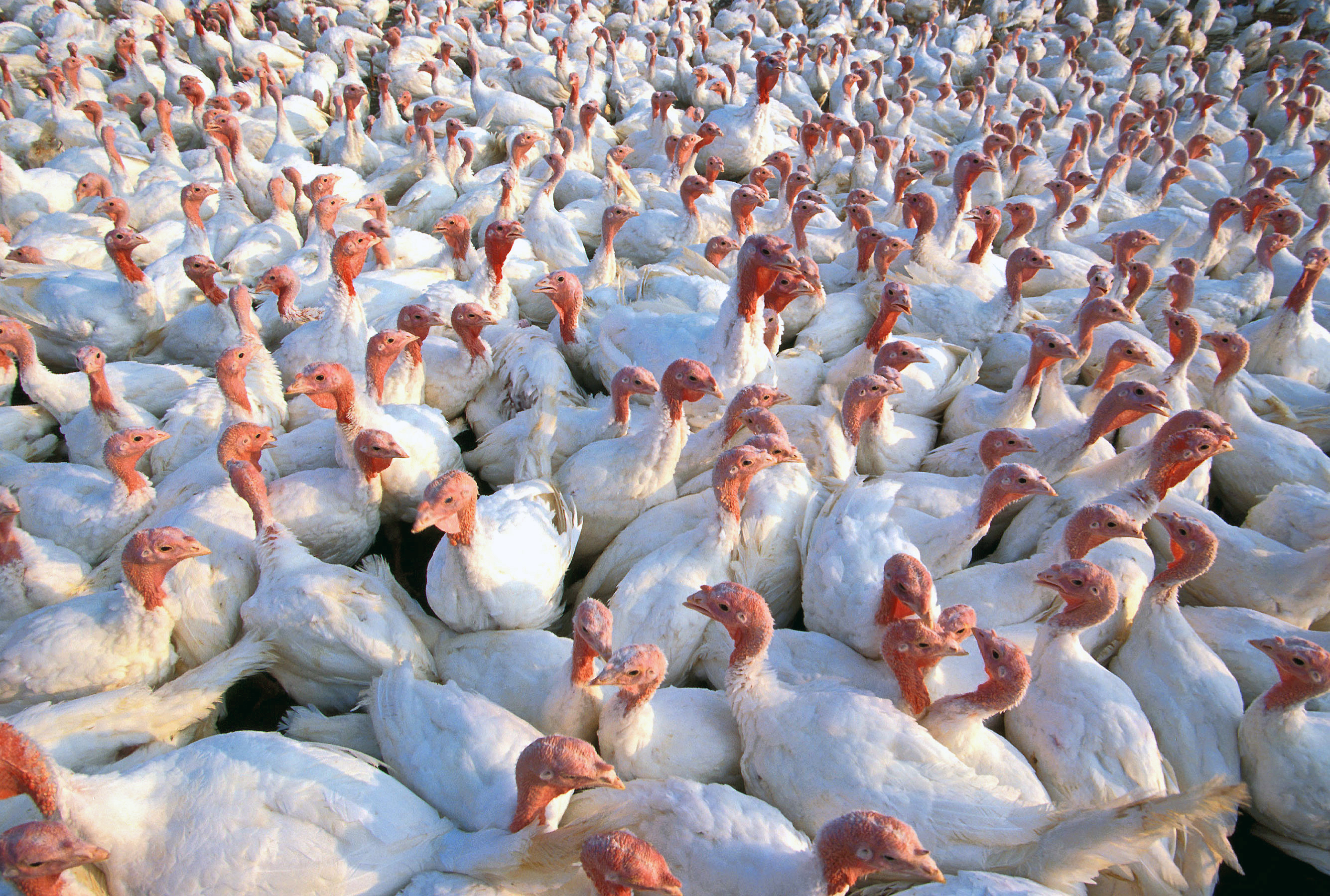
Kalkoner.

Den genomsnittliga konsumtionen av kalkonkött är strax under ett kilogram per person och år. Det är en fyrfaldig ökning sedan 1970-talet. Den ekologiska uppfödningen av kalkon är i Sverige obefintlig, delvis eftersom så få kalkoner föds upp över huvud taget. En kalkontupp väger 17 kilo vid slakt. Ett vanligt sätt vid själva slakten är att hänga den upp och ned i 40 sekunder, släpa den genom en elektrisk bedövning så att den svimmar, därefter tömma den på blod, skållas och fjäderplockas. Därefter klipps huvud, fötter och vingspetsar av.
Kalkoner är kannibaler varför svagare fåglar vid kalkonuppfödning måste placeras i speciella boxar. Denna kannibalism är ett resultat av avel och uppfödning. Ju trängre och mindre sysselsättning som finns, desto större är chansen att de börjar äta på varandra. Eftersom kalkonerna behöver så mycket energi, då de är snabbväxande, måste man tillsätta aminosyror i deras foder. Om tillsättningen är fel blir de undernärda vilket också kan leda till att de äter på varandra. Kannibalismen har undersökts av Sveriges lantbruksuniversitet på Gotland där man kom fram till att runt 70 % av djuren hade utsatts för kannibalism. 20 % av fåglarna visade sig i samma undersökning ha ont i fötterna på grund av fuktig ströbädd. Ett sätt som uppfödare valt att lösa detta på är att mörklägga lokalerna för att skapa lugn hos djuren.
När hönorna slaktas är de tio veckor gamla, och resulterar i fyra kilo stora kalkoner. Tupparna slaktas efter 20 veckor och blir till filéer bland annat. De har då inte nått sin maximala vikt på 30 kilogram, utan ungefär hälften. De tas så tidigt då det är svårare att slakta dem ju större dem är. Den svenska aveln utförs av en avelsperson i Stora Levene. Dessa kommer i sin tur från ett avelsföretag i Storbritannien. Cirka sex procent av alla kycklingar som importeras dör under flygresan. 2007 fördes 19 396 kalkonkycklingar in i landet och 1 219 av dessa var döda när karantänen slutade efter ungefär 10 veckor. De flesta som importeras är hönor, som tillsammans skall kläcka 600 000 ägg som fraktas till olika bönder. Det första som sker när dessa ägg kläcks är att de könssorteras, vilket utförs genom att man tittar i deras kloaköppning. De väger ungefär 60 gram vid detta tillfälle. Vid 32 veckors ålder, när de genomgått karantän, börjar hönorna värpa ägg, och kommer under följande 26 veckor lägga 110 ägg. Då man tar ifrån henne äggen lägger hon nya. Efter dessa 110 ägg minskar värpningsförmågan och man slaktar henne av ekonomiska skäl.
Kalkonerna, som är av arten british united turkey, är så olika formade att de inte kan para sig naturligt. Tuppen väger runt 30 kilogram jämfört med hönans 10 kg, och det är utöver det omöjligt för tuppen att nå fram till hönans könsorgan. Istället stimulerar man tuppen att ejakulera genom att massera dennes penis i kloaken, och suger upp sperman med pipett. Detta utspädes och injiceras i hönans äggledare.

### Fläskkött
90 % av suggorna insemineras, vilket resulterar i ungefär 350 000 inseminationer per år. Inseminationen görs genom att galten gör suggorna brunstiga så att en kateter kan föras in i livmoderhalsen. För att detta skall gå stimuleras suggan genom att skötaren oftast gränslar djuret och pressar med knäna. När galten skall tömmas på sperma bestiger denne en aluminiumsak på vilken den juckar. Skötaren trycker på djurets penis varpå sperman åker ur.